# Dominique Savelkoul
Dominique Maria Augustina Savelkoul (Wilrijk, 27 juli 1963) is een Belgisch kunstmanager en museumdirecteur. Sinds 2024 is ze directeur van de internationale kunstbeurs TEFAF.

## Levensloop
Dominique Savelkoul studeerde geschiedenis aan de Facultés universitaires Notre Dame de la Paix in Namen en de Katholieke Universiteit Leuven en voltooide een managementopleiding aan de Vlerick Business School. Ze werkte achtereenvolgens voor de VTB-VAB (1988-1989) en Sun International (1989-1994). Vervolgens was ze PR-manager van het Festival van Vlaanderen Brussel (1994-1996), marketingdirecteur van het London Philharmonic Orchestra (1996-1999), communicatiedirecteur van de National Gallery in Londen (1999-2002), communicatiedirecteur van de Ruhrtriënnale in Gelsenkirchen (2002-2003) en gedelegeerd bestuurder van de financiële groep Goffin, een consortium van wisselkantoren (2003-2010).
In 2011 werd ze aangesteld als transitiemanager om het integratieproces van het Koninklijk Ballet van Vlaanderen en de Vlaamse Opera tot Opera Ballet Vlaanderen in goede banen te leiden. Haar mandaat eindigde in augustus 2013. Helena De Meerleer volgde haar als algemeen directeur op. Vervolgens was ze van 2014 tot 2019 raadgever op het kabinet van Vlaams viceminister-president en minister van Cultuur, Jeugd, Media en Brussel Sven Gatz (Open Vld). Begin 2020 werd ze waarnemend directeur van het Mu.ZEE in Oostende. Per 2 september 2024 is ze benoemd tot algemeen directeur van The European Fine Art Fair (TEFAF).
Verder is of was ze:
- bestuurder van CultuurNet Vlaanderen (2002-2014),
- bestuurder van het Festival van Vlaanderen Brussel (2003-2015),
- bestuurder van TRACK (2010-2013),
- bestuurder van het Robert Bilsen Fonds voor Cultuurmanagement (2010-2014),
- bestuurder van het MAfestival Brugge (2010-2014),
- voorzitter van Eastman, het gezelschap van Sidi Larbi Cherkaoui (2014),
- regeringscommissaris bij Darna - Vlaams Marokkaans Culturenhuis (sinds 2019),
- regeringscommissaris bij het Concertgebouw Brugge (sinds 2019),
- bestuurder van de Vlaamse Kunstcollectie (sinds 2020),
- voorzitter van De Republiek (sinds 2020),
- lid van de algemene raad van het Vlaams-Nederlands Huis deBuren (sinds 2021),
- bestuurder van Bozar (sinds 2021).